# 214
214 là một năm trong lịch Julius. 

## Mất
- Tuân Du
- Tôn Càn, quân sư của Lưu Bị
- Phục Thọ Hoàng Hậu